# Orden de batalla del 9.º Ejército alemán, octubre de 1941
Orden de batalla del 9.º Ejército alemán, octubre de 1941, que representa el orden de batalla durante la Operación Tifón, como parte del Grupo de Ejércitos Centro, ya que trataron de capturar Moscú durante la Segunda Guerra Mundial.

## 9.º Ejército
- Comandante: Coronel General Otto Colinburg-Bodigheim
- Jefe de Estado Mayor: Coronel Kurt Weckmann
- Ejército de reserva:

- - 161.ª División de Infantería bajo las órdenes del General de División Heinrich Recke
- V Cuerpo del General de Infantería Richard Ruoff
  - 5.ª División de Infantería bajo las órdenes del General de División Karl Allmendinger
  - 35.ª División de Infantería el Teniente General Walther Fischer
  - 106.ª División de Infantería bajo las órdenes del General de División Ernst Dehner
  - 129.ª División de Infantería bajo las órdenes del General de División Stephan Rittau
- VII Cuerpo del General de artillería Walter Heitz
  - 8.ª División de Infantería bajo las órdenes del General de División Gustav Höhne
  - 28.ª División de Infantería el Teniente General Johann Sinnhuber
  - 87.ª División de Infantería el Teniente General Bogislav von Studnitz
- XXIII Cuerpo el General de infantería Albrecht Shubert
  - 102.ª División de Infantería bajo las órdenes del General de División John Ansat
  - 206.ª División de Infantería del Teniente General Hugo Höfl
  - 251.ª División de Infantería bajo las órdenes del General de División Karl Burdach
  - 256.ª División de Infantería bajo las órdenes del General de División Gerhardt Kauffmann
- XXVII Cuerpo del General de Infantería Alfred Wäger
  - 86.ª División de Infantería del Teniente General Joachim Witthöft
  - 162.ª División de Infantería del Teniente General Hermann Franke
  - 255.ª División de Infantería del Teniente General Wilhelm Wetzel

- Datos: Q7100621